# Diceratalebra sanguinolinea
Diceratalebra sanguinolinea är en insektsart som först beskrevs av Baker 1903.  Diceratalebra sanguinolinea ingår i släktet Diceratalebra och familjen dvärgstritar. Inga underarter finns listade i Catalogue of Life.